# 新一代巡防艦
新一代飛彈巡防艦，又稱震海計畫，為中華民國海軍執行的十二項造艦計畫（國艦國造）項目之一，原定2018年開工建造一艘原型艦，但因海軍與中山科學研究院缺乏規格共識致造艦計畫不斷順延。新一代飛彈巡防艦完工後將依序取代成功級巡防艦、康定級巡防艦，成為新一代一級主作戰艦艇。而海軍也將另外發展使用與新一代巡防艦相同艦體的多功能人員運輸艦，代號「迅能計畫」。

## 歷史
2014年時任中華民國海軍司令陳永康上將在任內即規畫15－20年間的國艦國造案，歷經了多次演變後於2016年中華民國海軍正式執行國艦國造，項目包括：「新型兩棲船塢運輸艦」、「多功能人員運輸艦」、「高效能艦艇後續量產案」、「潛艦國造案」、「兩棲直升機船塢運輸艦」、「新一代飛彈巡防艦」、「新型救難艦」、「快速布雷艇」、「新型海洋測量艦」、「新一代主戰艦」、「新式港勤拖船」和「陸戰隊特戰裝備」。
2016年6月20日，國防部海軍司令部公佈未來12項造艦計畫，其中也包括用來替代成功級、康定級的新一代巡防艦 ，同時也列出了對新一代巡防艦的技術要求：
- 七級風力下可執行任務
- 十級風力下安全航行，在100節橫風、三艙破損情況下仍維持一定穩度
- 具裝載與執行多功能任務模組能力
- 自動化船用科技
- 降低操作人力需求
- 具低雷達截面積、低紅外線、低噪音（匿蹤）。

2017年海軍敦睦艦隊開放參觀時公布的資料顯示，新一代巡防艦艦體粗估為長135公尺、寬15公尺、吃水5公尺、排水量4,500噸、航速28節、續航力4,500海里，採用與多功能人員運輸艦相同的艦體設計，並可依實際情況將排水量提升至5,200至6,200噸左右。
2017年8月17日至19日台北國際航太暨國防工業展，海軍船舶設計中心公布了一款新一代巡防艦的模型。
2017年8月29日，國防部海軍司令部公告，新一代飛彈巡防艦合約設計由船舶暨海洋產業研發中心得標。
2018年5月7日，新一代飛彈巡防艦從原構想4,500噸調整到5,500噸的船體儎台設計，雖海軍初步計算可完全容納中科院研製「迅聯艦用作戰系統」，據指出，中科院研製「艦載式相列雷達」，體積與重量都比歐美系統要大了一些，世界各國設計現役具有神盾系統的飛彈巡防艦多在6,000噸以上，中科院強烈建議新一代巡防艦噸位提升至6,200噸以確保有足夠空間來容納所有作戰系統與裝備。「迅聯艦用戰鬥系統」設計的整體規畫，是以開放式指管系統為核心，依各項作戰任務之不同，結合特定武器、偵蒐裝備與通信設備，即可組成作戰艦艇所需的戰鬥系統。開放式指管系統作為管制決策中心，整合偵蒐力與打擊力，成為完整的攻擊／防禦載台，並整合資通力與資料庫執行聯合作戰。因此系統所需要空間也比舊型艦用作戰系統增加。
2018年5月14日，因相列雷達系統體積過大、過重，海軍參謀長李宗孝中將在立法院外交及國防委員會接受質詢時定位以4,500噸級的「一般」巡防艦，未來迅聯系統發展完成後再提建造案。
2018年，國防部「108年度國防預算」編列新台幣245億4,916萬2,000元，進行第2階段原型艦籌建。

### 造艦計畫推遲與重啟
2020年4月3日，海軍曾向立法院外交及國防委員會的立法委員說明，因「新一代飛彈巡防艦」現階段由中科院執行的迅聯專案研發進度延遲，要展延一年，預定在2020年完成海上測評；成果若符合海軍作戰需求，才會辦理全案委製協議書簽署作業。而新一代飛彈巡防艦原型艦建造案，執行進度僅2.58%。官員也表示，中科院執行的迅聯專案成果不如預期，為了不讓其影響新一代飛彈巡防艦的建造進度，海軍已備妥各項備案，除改以一般航巡防艦的標準來建造、待中科院完成並符合海軍需求再建新一代飛彈巡防艦之外，若中科院無法做出標準規格，不排除將直接向國外採購軍艦先進系統。
因震海計畫原定於2020年開工、2026年完成原型艦測評，實際進程已確定延宕。中華民國海軍官員認為這是受到中科院科研項目未達預期目標之拖累，為了解決計畫延宕之困局將啟動外購及國內自製的雙軌併行方式，2021年6月初發函邀請歐美5家廠商對震海計畫戰鬥系統提出相關規劃，預計採用「船體國造＋戰系委外」的方式進行，期望在2026年完成預定進度。
2022年8月，原規劃建造4,500噸級的小神盾「新一代飛彈巡防艦」原型艦，在預算金額新臺幣245億4,900萬元、科目與執行期程不變下，將「新一代飛彈巡防艦」規劃建造2,500噸級防空型、反潛行兩艘「輕型巡防艦」，因應海軍戰力空隙需求。
2024年11月，海軍再度釋出徵求「下一代作戰艦艇合約設計案」的公開訊息，並且宣布預計於2026年執行下一代作戰艦艇合約的設計工作。

## 武器系統

### 4530噸
2020年，台灣國際造船在法人說明會中說明修改後的震海計畫規格及計畫期程，台灣國際造船發表的示意圖顯示與先前公開展示的規格有若干變化，如垂直發射系統由４組８單元減為３組８單元並採用「品字型」配置。
2020年12月，台船參與人員向媒體表示震海計畫的戰鬥管理系統、雷達、反潛、電子戰、通信資料鏈等項目的對外訪商概況和震海計畫戰鬥系統規格，其戰鬥管理系統整合了主動相位陣列雷達、射控系統、導航雷達、資料鏈路、電子戰系統、反潛系統、航行控制、通信系統以及防空飛彈等武器系統，廠商依其自身經驗規劃合適的方案。

## 爭議

### 海軍逕自修改規格
按國家檔案資訊網資料所載，義大利SELEXES曾申辦艦載3D雷達及戰鬥系統商情簡介，此外還有文件顯示在2015年義大利SELEXES曾經來台簡報艦載戰鬥系統、艦載雷達等。此外，2017年9月一份文件提到，海軍司令部戰鬥系統處主管的「定海專案」提到，法國海軍集團申請SETIS戰鬥系統模擬機展示、海軍Center A&C現地會勘、「海軍高酬載多軸飛行器」需求第二次研討會等。上述文件顯示2015到2017年「新一代飛彈巡防艦」初期作業期間，曾向義大利SELEXES、法國海軍集團等歐洲重要艦載戰系、雷達廠商探詢過規格資訊及當今技術，進而修改原本「震海計畫」關於戰系以及雷達的指標要求。  
2021年12月29日，立法院外交國防委員會審議2022年國防預算時，時任中華民國海軍參謀長蔣正國表示，新巡防艦案仍在評估並未取消，構型也尚未確定，但部分科研案項目需要時間及部分裝備需要再行確認，約2022年時能定案。部分立法委員關切的雷達戰系，蔣正國表示相位陣列雷達科研案大概是十年前啟動，當時的技術只能研發被動式相位陣列雷達（指中山科學研究院，中山科學研究院直到約2010年代後期方推出小型的海鷹眼主動相位陣列雷達原型（旋轉天線）；戰系依「整體獲得規劃書」使用被動相位陣列雷達（PESA）），日後海軍希望改用主動相位陣列雷達（AESA），惟中華民國海軍似未與主要負責的中山科學研究院再行商議結果，並逕自變更規格進行後續作業，而歷次質詢中雙方多半各說各話無明確交集共識。

### 預算流用
2022年8月31日所公佈之「中華民國112年度國防部預算案」中，確定全案由輕型巡防艦取代，「新一代飛彈巡防艦」，在預算金額245億4,900萬元、科目與執行期程不變下，將「新一代飛彈巡防艦」降級為1,500至2,000噸級「輕型巡防艦」，因應海軍戰力需求
2022年10月12日立法院國防外交委員會邀請國防部長邱國正、國安局長陳明通做專案報告、備詢海軍時表示，海軍還是有籌獲一級作戰艦的需求，但還在規劃當中，噸位也將有改變，已不會執著於4,500噸的噸位，並會以「國防自主」為主，也不排除向國外尋求新型一級艦的購入需求。